# ChessBase
ChessBase GmbH je njemačka tvrtka koja trguje šahovskim softverom, održava stranice šahovskih novosti i upravlja poslužiteljem za internetsko igranje šaha. Sjedište je u Hamburgu, Njemačka. ChessBaseUSA pokriva tržište SAD i dio proizvoda daje na tržište u partnerstvu s Viva Media (SAD). ChessBase održava i prodaje masovne baze podataka koje sadrže većinu povijesnih šahovskih partija, čime se omogućuje analiza koja nije bila moguća prije pojave i široke uporabe računala. Podatkovne baze organiziraju podatke starih partija, a softver je omogućio analizu partija i savršeno odigravanje nekih završnica. ChessBase vodi internetski šahovski poslužitelj Playchess.
Kompanija udomljava široku internetski dostupnu bazu podataka. Baza je 26. rujna 2016. sadržavala 6,4 milijuna partija, dok je 28. kolovoza 2010. sadržavala 5,2 milijuna partija. Bazi se može pristupiti izravno preko programa baze podataka. 

## Vanjske poveznice
- Službene stranice
- Playchess  Arhivirana inačica izvorne stranice od 24. veljače 2011. (Wayback Machine)